# NGC 1019
NGC 1019 è una galassia a spirale barrata situata nella costellazione della Balena, a una distanza di circa 340 milioni di anni luce dalla nostra Via Lattea.

## Scoperta

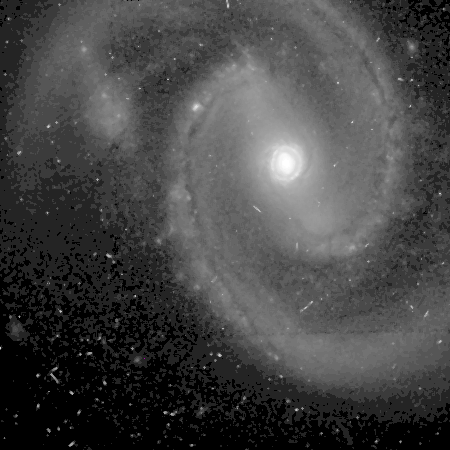
Immagine dettagliata di NGC 1019 ripresa dal Telescopio spaziale Hubble.

La galassia è stata scoperta il 1 dicembre 1880 dall'astronomo francese Édouard Stephan.

## Descrizione
NGC 1019 ha una classe di luminosità II-III e risulta essere una galassia attiva del tipo Seyfert 1.5 (Sy 1.5).